# 福岡大学ワンダーフォーゲル部ヒグマ事件
福岡大学ワンダーフォーゲル部ヒグマ事件（ふくおかだいがくワンダーフォーゲルぶヒグマじけん）は、1970年（昭和45年）7月に北海道静内郡静内町（現・日高郡新ひだか町静内高見）の日高山脈カムイエクウチカウシ山で発生した獣害事件。
福岡大学ワンダーフォーゲル同好会ヒグマ襲撃事件、福岡大学ワンゲル部員日高山系遭難事件、または福岡大生、日高クマ受難とも呼ばれる。

## 事件の経緯

### 計画
福岡県福岡市にある福岡大学のワンダーフォーゲル同好会所属の男子学生A（リーダー、経済学部、20歳）、B（サブリーダー、法学部、22歳、生還者）、C（工学部、19歳）、D（法学部、19歳、生還者）、E（経済学部、18歳）の5人は、1970年7月12日9時に列車で博多駅を出発し、14日に新得駅へ到着した。

### 予兆
7月25日、5人は日高山脈の標高約1,900m、札内川上流に位置する九ノ沢カールでテントを張ったところ、ヒグマが現れた。

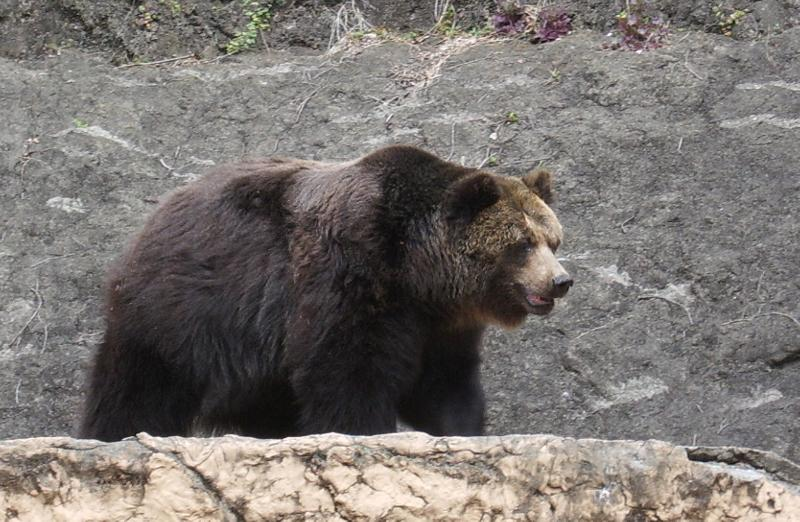
大学生を襲ったものと同種のエゾヒグマ

5人はヒグマが荷物をあさりだしたため音を立てて追い払い、荷物を取り返した。しかしその夜、再びヒグマが現れテントに穴を開けた。身の危険を感じた彼らは、ラジオをかけっ放しにした上で、交代で見張りを立てたが、その後は現れなかった。
26日の早朝、ふたたびヒグマが現れテントを倒した。
Aの指示で Bと Eが救助を呼ぶため下山を始めた。その途中で同じく登山をしていた北海学園大学や鳥取大学などのグループに会ったので救助要請の伝言をし、B と E は他の3人を助けるため山中へ戻った。

### ヒグマの襲撃
Bと Eは昼ごろに合流し、5人でテントを修繕した。16時ごろ、ヒグマが現れた。彼らは鳥取大学のテントへ避難するため、九ノ沢カールを出発した。しかし、鳥取大学や北海学園大学のグループはヒグマ出没の一報を受け、すでに避難したあとだったため、仕方なく彼らは夜道を歩き続けた。ヒグマは彼らに追いついた。ヒグマはまずEを襲い絶命させた。恐怖とパニックで Cは他のメンバーとはぐれた。彼らは一目散に逃げ、その夜はガレ場で夜を過ごした。27日早朝、下山する途中でヒグマはまた現れた。Aが襲われて死亡した。残ったBと Dの2人は無事に下山。五の沢砂防ダムの工事現場に駆け込んで車を借り、18時に中札内駐在所（中札内村）へ到着し保護された。

### 救助隊
仲間とはぐれた Cは、27日の8時ごろにヒグマに襲撃され死亡した。C は殺害される直前まで、様子や心境をメモに書き残していた 。28日、十勝山岳連盟の青山義信を現場隊長とし、帯広警察署署員や十勝山岳連盟、猟友会などからなる救助隊が編成された。 さらに帯広警察署は、カムイエクウチカウシ山などの日高山脈中部の入山を禁止した。

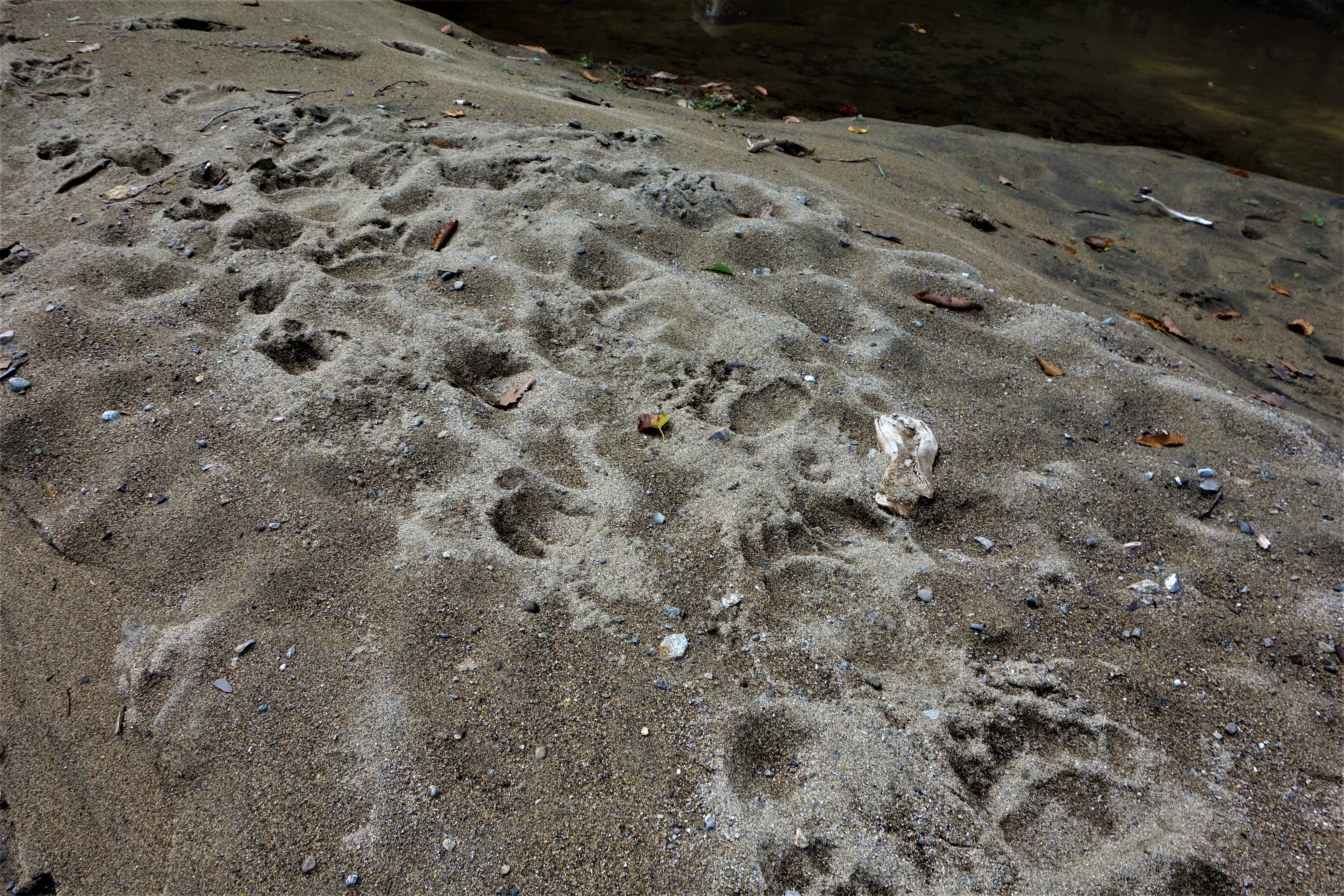
八ノ沢付近での羆の足跡

翌29日、救助隊は2人の遺体を発見した。遺体は九州から捜索に加わっていた福岡大学ワンダーフォーゲル同好会会員によってAとEであることが確認された。29日16時半ごろ、ヒグマは八の沢カール周辺でハンター10人の一斉射撃により射殺された。30日にはCの遺体も発見された。3人の遺体は内臓が破れるなど悲惨な状態だったため、31日17時に八の沢カールで火葬にされた。

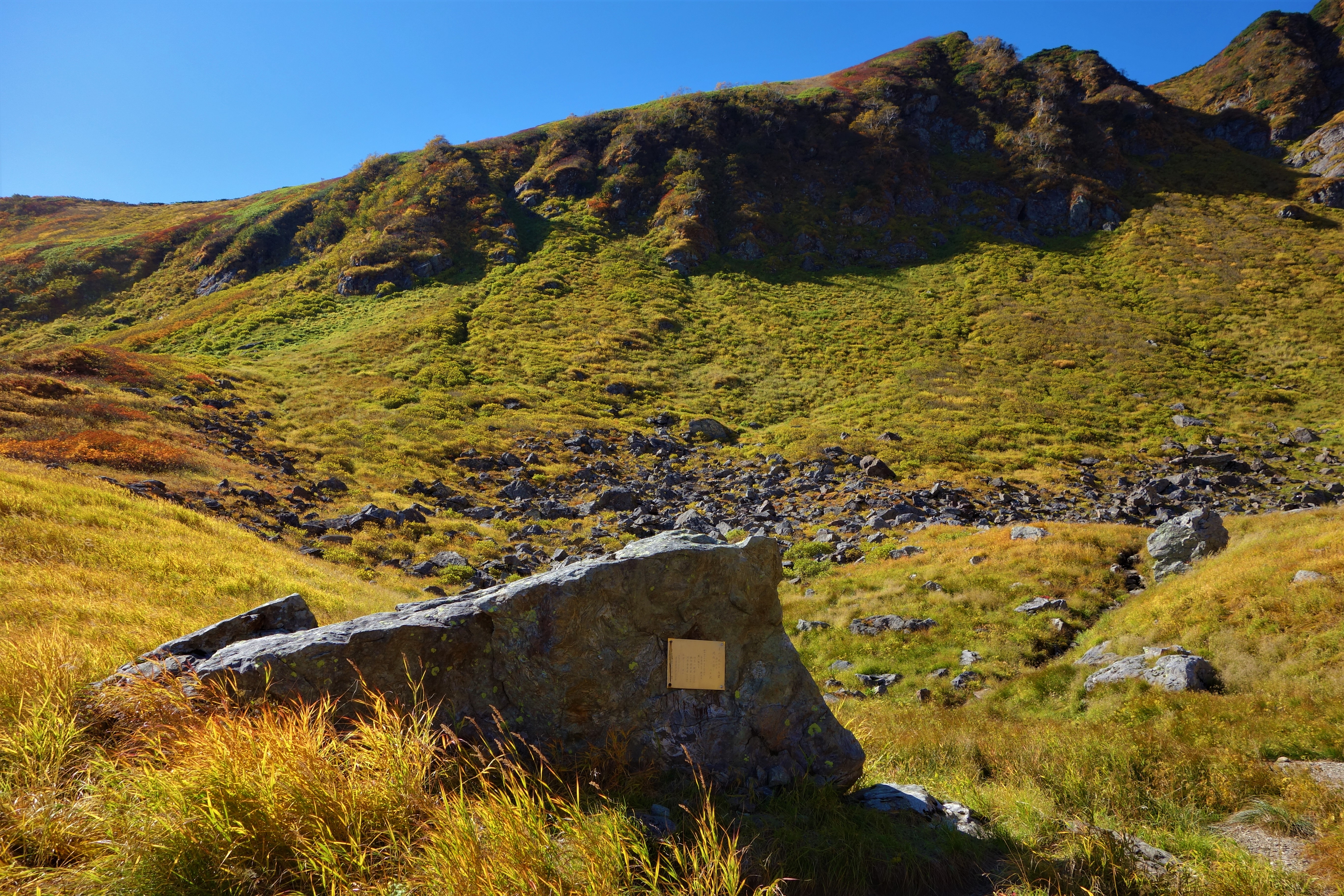
八ノ沢カールの慰霊碑

3人を殺害したヒグマは解剖されたが、体内からヒトの肉片や持ち物などは確認されなかった。

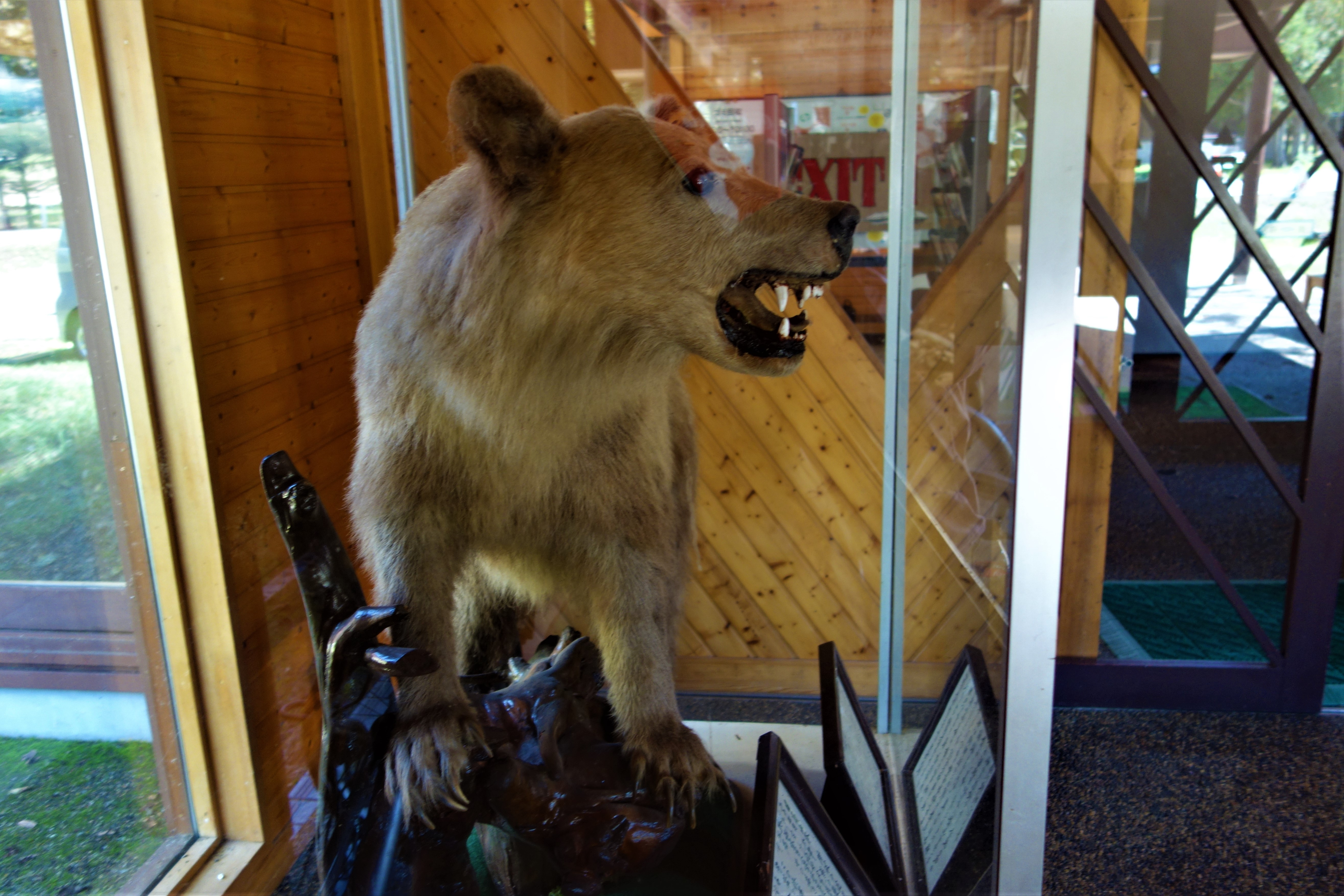
日高山脈山岳センターに展示される加害羆の剥製

## 原因
野生動物研究家の木村盛武は、遭難者がヒグマに遭遇した際の対処を誤ったとして以下の指摘をしている。
| ヒグマがあさった荷物を取り返してしまった。                   | ヒグマに遭遇した際、ヒグマにあさられた荷物を取り返したため、ヒグマから敵と看做された。ヒグマは非常に執着心が強い動物であるため、一度ヒグマの所有物になったものを取り返すのは無謀な行為である。 |
| ヒグマに遭遇しても直ぐ下山しなかった。                       | 彼らはヒグマに遭遇したものの、身の危険をすぐには感じず下山しなかった。Aの母は北海道放送のインタビューで「カムイエクウチカウシ山はAが日頃から行きたがっていた山だったので、どうしても登頂したかったのかもしれない」と述べている。生還した2人は、「クマに襲われても、最初は物珍しさが先に立った」と証言しており、直ちに避難すれば防ぐことができたと指摘されている。 |
| 逃げる際にヒグマに背を向けてしまった。                       | ヒグマは背を向けて逃げるものをイヌのように追いかける習性がある。たとえ敵ではないと認識していても、背を向けて逃げると本能的に追いかけるため、非常に危険である。 |
| ヒグマに遭遇した場合の対処法を事前にチェックしていなかった。 | クマの生息しない九州からの登山客だったこともあり、ヒグマにあまり詳しくなかったので間違った対処をした。 |
| 時間や悪天候でヒグマが行動を制限されると思い込んでいた。     | 彼らを襲った時間は朝から夜まで規則的ではなく濃霧でも行動した。 |

## 事件を題材にした作品

### テレビ番組
- テレビ番組『日立テレビシティ ヒグマが襲った！秘境日高山脈にみる野生の恐怖』語り：倍賞千恵子（HBCとTBSの共同制作・1984年12月29日）[6]
- テレビ番組『奇跡体験!アンビリバボー 山に潜む恐怖★残された絶命までの記録』（フジテレビ・2013年7月11日）
- テレビ番組『トリハダ（秘）スクープ映像100科ジテン』（テレビ朝日・2016年8月28日）
- テレビ番組『ワールド犯罪ミステリー・戦慄のヒグマ襲撃事件…大学生が死の直前書き残したノート』（TBS・2019年4月17日）
- テレビ番組『ワールド極限ミステリー ワールド犯罪ミステリー（TBS・2023年11月29日）
- テレビ番組『世界の何だコレ!?ミステリー』（フジテレビ・2024年5月1日）